# Meromyza rufa
Meromyza rufa är en tvåvingeart som beskrevs av Lidia Ivanovna Fedoseeva 1962. Meromyza rufa ingår i släktet Meromyza och familjen fritflugor. Inga underarter finns listade i Catalogue of Life.